# Le Joyeux Lord Quex
Pour plus de détails, voir Fiche technique et Distribution.
Le Joyeux Lord Quex (The Gay Lord Quex) est un film muet américain réalisé par Harry Beaumont et sorti en 1919.

## Fiche technique
- Titre original : The Gay Lord Quex
- Titre français : Le Joyeux Lord Quex
- Réalisation : Harry Beaumont
- Scénario : Edfrid A. Bingham d'après une pièce de Arthur Wing Pinero
- Photographie : Norbert Brodine, George Webber
- Production : Goldwyn Pictures
- Dates de sortie: 
  - États-Unis : 21 décembre 1919
  - France : 4 août 1922[1]

## Distribution
- Tom Moore : le Marquis of Quex
- Gloria Hope : Muriel Eden

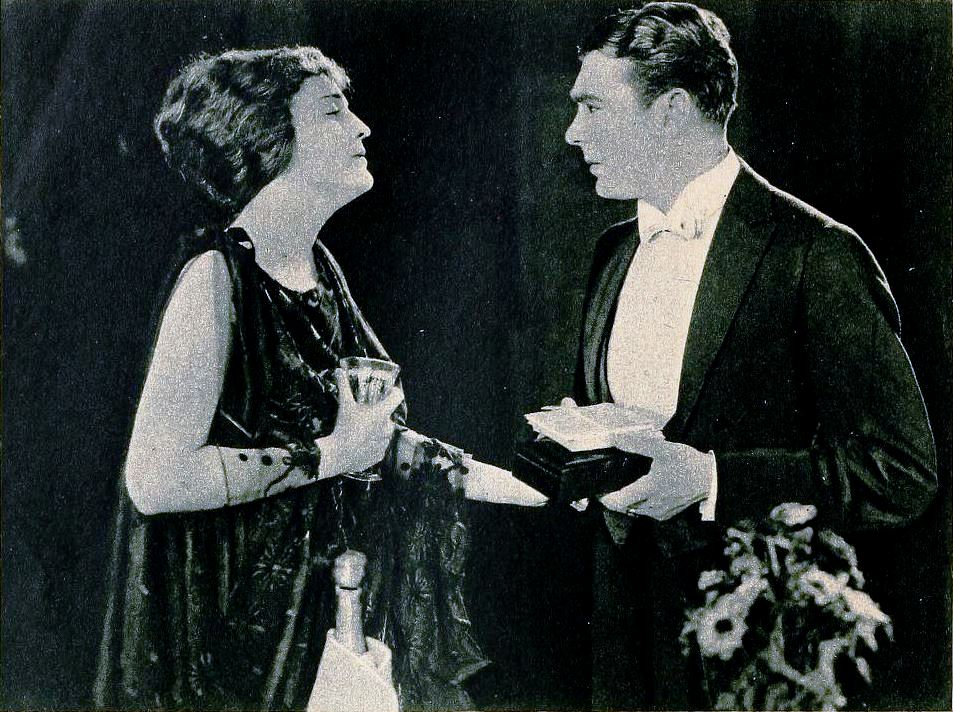
Naomi Childers et Tom Moore dans une scène du film

- Naomi Childers : la duchesse de Strood
- Hazel Daly : Sophie Fullgarney
- Sidney Ainsworth : Sir Chichester Frayne
- Philo McCullough : Captaine Bastling
- Arthur Housman  : Valma
- Kate Lester : Lady Owbridge
- Rube Miller : Jack Eden
- Kathleen Kirkham : Mrs. Jack Eden